# شراكة بين إفريقيا وهارفارد للصحة العامة من أجل البحث وتدريب الفوج
شراكة بين إفريقيا وهارفارد للصحة العامة من أجل البحث وتدريب الفوج.
تم إطلاق شراكة إفريقيا / مدرسة هارفارد للصحة العامة من أجل البحث والتدريب الجماعي (Africa / HSPH PaCT) في عام 2008، وهو مشروع بحثي تعاوني بقيادة الباحثين الرئيسيين، الدكتور هانز أولوف أدامي والدكتورة ميشيل هولمز. جنبا إلى جنب مع علماء الأبحاث، الدكتورة شونا دلال والدكتور تود ج. ريد، يمثل هذا الفريق موقع تنسيق هارفارد للشراكة مع زملاء من خمس مؤسسات في نيجيريا وجنوب أفريقيا وتنزانيا و أوغندا.
يخطط مشروع إفريقيا / HSPH PaCT للتحقيق في ارتباط عوامل نمط الحياة وخطر الأمراض المزمنة في أفريقيا جنوب الصحراء الكبرى، من خلال دراسة الأوبئة الوبائية الكبيرة التي ستشمل حوالي 500000 مشارك.
 ان مشروع (Africa / HSPH PaCT )هو أول وأكبر دراسة جماعية أجريت في أفريقيا جنوب الصحراء الكبرى لاستخدام تكنولوجيا الهاتف المحمول لمتابعة المشاركين وجمع البيانات. كما سيوفر (Africa / HSPH PaCT )البنية التحتية لبناء القدرات وتدريب جيل جديد من المهنيين الصحيين.

## معالجة تسونامي المرض المزمن
في مدينة نيويورك في الثمانينيات، توجه المرضى للأطباء وهم يعانون من أعراض غامضة. كانت الدكتورة ميشيل هولمز الباحثة الرئيسية المشاركة في مشروع أفريقيا(HSPH / PaCT) من بين الذين شهدوا انفجار جائحة الإيدز.اليوم، هناك جائحة جديد من أمراض القلب، والأمراض العقلية، والسرطان، والسكري يهدد أفريقيا. يمكننا أن نتعلم من الثمانينيات لمنع تسونامي المرض هذا الذي يلوح في الأفق، حيث تسأل الدراسات الفوجية الآلاف عن نظامهم الغذائي وممارسة الرياضة والتدخين وعادات أخرى لتوجيه سياسات الوقاية. أفريقيا هي آخر مكان على الأرض لإجراء مثل هذه الدراسات. ومشروع إفريقيا / (HSPH PaCT )على استعداد لملء الفراغ. 

## مواقع البحث
الباحثون الرئيسيون والمؤسسات المضيفة للمواقع الإفريقية هم: د. جيمي فولمينك، عميد كلية العلوم الصحية بجامعة ستيلينبوش في جنوب أفريقيا, د. كليمنت أديباموو في معهد علم الفيروسات البشرية في نيجيريا الدكتور ديفيد غووتيود في جامعة ماكيريريفي كمبالا، والدكتور فرانسيس باجونيروي في جامعة مبارارا في مبارارا؛ أوغندا، والدكتورة مارينا نجيليكيلا في جامعة موهيمبيلي بتنزانيا. ستتألف المجموعات النموذجية في جنوب إفريقيا وتنزانيا من معلمي المدارس، وسيتم توظيف المهنيين الصحيين في نيجيريا. وستكمل هذه المجموعات المشاركين من المناطق شبه الحضرية والريفية في أوغندا، من أجل التقاط مجموعة واسعة من أنماط الحياة والسكان.

## أهداف الدراسة
سيقوم مشروع شراكة إفريقيا(HSPH /PaCT )بالتحقيق في الأمراض المزمنة غير المعدية (NCDs)، وهي أمراض القلب والأوعية الدموية، ومرض السكري (DM)، والأمراض العقلية، وسرطان الثدي وسرطان عنق الرحم، والتي تتزايد في البلدان الأفريقية. سيوفر هذا البحث أساسًا علميًا سليمًا للوقاية من الأمراض غير المعدية في إفريقيا 
يسعى مشروع إفريقيا(HSPH / PaCT )إلى:                 
- تحديد حجم الأمراض غير المعدية بشكل أفضل.
- اكتشاف عوامل الخطر للأمراض غير المعدية في أفريقيا وكيفية تفاعلها مع الجينوم الأفريقي
- تدريب جيل جديد من الباحثين والممارسين في مجال الصحة العامة.
- تمهيد الطريق لأساليب مبتكرة لجمع البيانات باستخدام أحدث التقنيات والتقنيات في العلوم الاجتماعية الحاسوبية.
- تحفيز موجة من روح المبادرة الاجتماعية الموجهة نحو إدارة الأمراض المزمنة والوقاية من الصحة العامة.

## دراسات تجريبية وجمع البيانات
وقد بدأت الدراسات التجريبية بالتقاط التركيبة السكانية، وعوامل نمط الحياة، وحدوث الأمراض المزمنة في جميع المواقع الأفريقية الخمسة. هذه المعلومات الأولية التي تم جمعها من المرحلة التجريبية ستوجه وتطلع على المرحلة التالية والأكبر من المبادرة. تم تسجيل ما يقرب من 1500 مشارك في جميع المواقع الخمسة وتمت متابعتهم لمدة 6 أشهر في موقعي تنزانيا وجنوب إفريقيا. تم جمع البيانات من خلال استبيان أجريت المقابلات وجهاً لوجه في كمبالا ومبارارا ونيجيريا، كما تم جمع عينات الدم في مبارارا وجنوب أفريقيا. وقد تم استخدام استبيان تردد الغذاء واستبيانات المتابعة لقياس الحوادث غير المعدية لجمع المعلومات في جميع المواقع الخمسة. يتم حاليًا تحليل البيانات من الإصدار التجريبي للنشر. 

## خطة التسجيل والتوسيع
في وقت التسجيل، سيتم إجراء استبيان موحد لتكرار الغذاء يستوعب مجموعة واسعة من الأنماط الغذائية عبر أفريقيا / جنوب الصحراء الكبرى. وقد لعب البروفيسور والتر ويلت رئيس قسم التغذية في HSPH والباحث الرئيسي في دراسة صحة الممرضات دورًا حاسمًا في تطوير هذا الاستبيان حيث يغطي القياس الأساسي مجموعة كبيرة من عوامل نمط الحياة بما في ذلك - على سبيل المثال لا الحصر- مقاييس الإجهاد، والظروف الاجتماعية الاقتصادية، والتعليم، والعوامل التناسلية (بين النساء)، والنشاط البدني، والتدخين وتعاطي الكحول، واستخدام الرعاية الصحية، وتدابير قياس الجسم البشري. سيتم تسجيل ما يقرب من 500000 مشارك في الدراسة من المواقع الأفريقية الخمسة على مدى خمس سنوات والجدول الزمني على النحو التالي: 
- السنة الأولى: تعيين الموظفين وتدريبهم، وتطوير الاستبيان (بما في ذلك الترجمة إلى اللغات ذات الصلة والترجمة العكسية)، وإنشاء البنية التحتية لتكنولوجيا المعلومات، وإعداد البنك الحيوي مع عينات الدم، وتحديد مصدر السكان
- العامان الثاني والثالث: تسجيل 20000 مشارك من الفوج لكل موقع، ليصبح المجموع 100000.